# Холокост в Докшицком районе
Холокост в До́кшицком районе — систематическое преследование и уничтожение евреев на территории Докшицкого района Витебской области оккупационными властями нацистской Германии и коллаборационистами в 1941—1944 годах во время Второй мировой войны, в рамках политики «Окончательного решения еврейского вопроса» — составная часть Холокоста в Белоруссии и Катастрофы европейского еврейства.

## Геноцид евреев в районе
Докшицкий район был полностью оккупирован немецкими войсками в июле 1941 года, и оккупация продлилась 3 года — до июля 1944 года.
Нацисты включили Докшицкий район в состав территории, административно отнесённой в состав рейхскомиссариата «Остланд» генерального округа Белорутения, поделенной на 10 округ (гебитов). Территория нынешнего Докшицкого района вошла в Минскую округу. Вся полнота власти в районе принадлежала нацистской военной оккупационной администрации, действующей через созданные вермахтом полевые и местные комендатуры. Во всех крупных деревнях района были созданы районные (волостные) управы и полицейские гарнизоны из белорусских коллаборационистов.
Для осуществления политики геноцида и проведения карательных операций сразу вслед за войсками в район прибыли карательные подразделения войск СС, айнзатцгруппы, зондеркоманды, тайная полевая полиция (ГФП), полиция безопасности и СД, жандармерия и гестапо.
Одновременно с оккупацией нацисты и их приспешники начали поголовное уничтожение евреев. «Акции» (таким эвфемизмом гитлеровцы называли организованные ими массовые убийства) повторялись множество раз во многих местах. В тех населенных пунктах, где евреев убили не сразу, их содержали в условиях гетто вплоть до полного уничтожения.
Оккупационные власти под страхом смерти запретили евреям снимать желтые латы (опознавательные знаки на верхней одежде), выходить из гетто без специального разрешения, менять место проживания и квартиру внутри гетто, ходить по тротуарам, пользоваться общественным транспортом, находиться на территории парков и общественных мест, посещать школы.
До самого конца — до полной ликвидации гетто — евреев использовали на тяжелых и грязных принудительных работах, от чего многие узники умерли от непосильных нагрузок в условиях постоянного голода и отсутствия медицинской помощи.

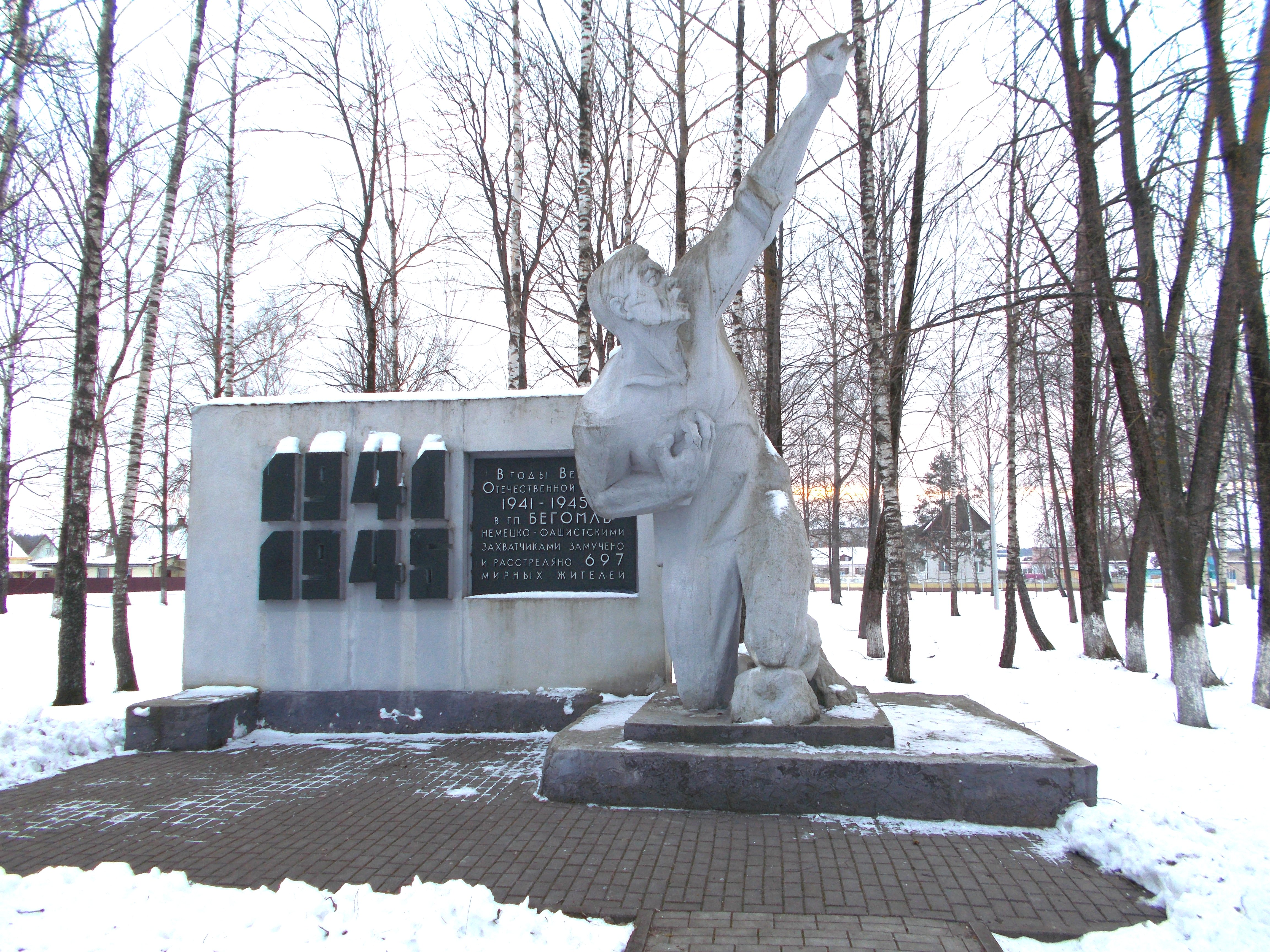
Памятник на месте убийства 697 евреев Бегомльского гетто

За время оккупации практически все евреи Докшицкого района были убиты. Самые массовые убийства происходили в Докшицах, Бегомле, Парафьяново, Марговице.

## Гетто
Оккупационные власти под страхом смерти запретили евреям снимать желтые латы или шестиконечные звезды (опознавательные знаки на верхней одежде), выходить из гетто без специального разрешения, менять место проживания и квартиру внутри гетто, ходить по тротуарам, пользоваться общественным транспортом, находиться на территории парков и общественных мест, посещать школы.

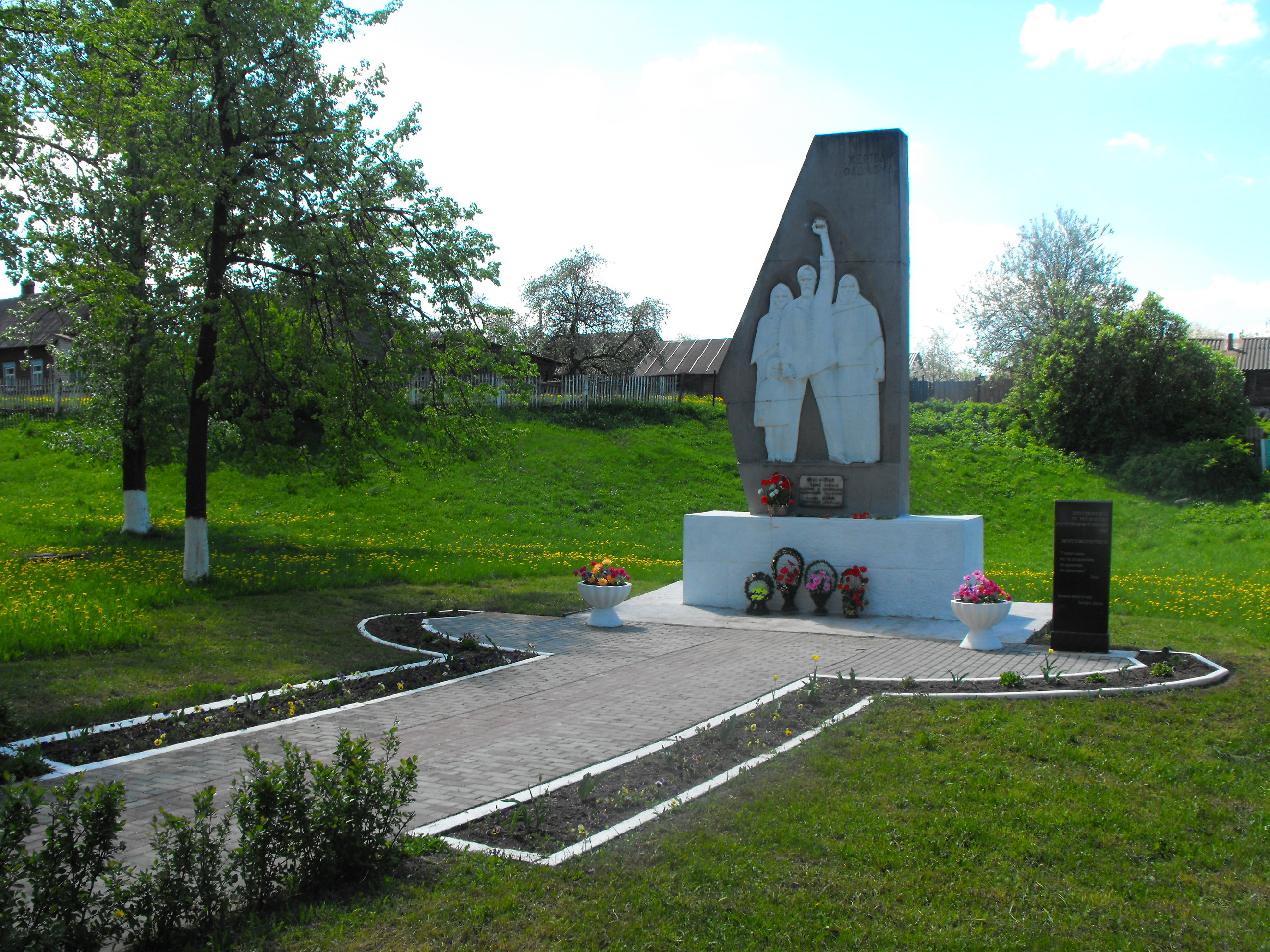
Мемориал на месте массовых убийств евреев — узников Докшицкого гетто

Реализуя нацистскую программу уничтожения евреев, немцы создавали гетто почти во всех городах и населённых пунктах Беларуси, где проживало еврейское население. Так и в Докшицком районе оккупанты организовали 3 гетто:
- в гетто поселка Бегомль (лето 1941 — 2 октября 1941 года) были уничтожены более 1000 евреев.
- в гетто города Докшицы (лето 1941 — 29 мая 1942) были замучены и убиты около 4000 евреев.
- в гетто деревни Парафьяново (лето 1941 — 31 мая 1942) были убиты около 600 евреев.

## Память
В Бегомле и Докшицах установлены по два памятника на местах расстрела евреев.
В Парафьяново установлен памятник жертвам геноцида евреев.
Опубликованы неполные списки убитых евреев района.

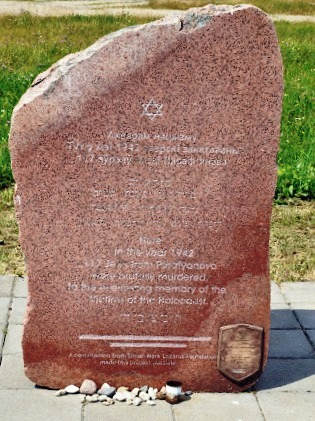
Памятник на месте убийства евреев — узников гетто в Парафьяново

## Праведники мира
14 человек из Докшицкого района были удостоены почетного звания «Праведник народов мира» от израильского мемориального института «Яд Вашем» «в знак глубочайшей признательности за помощь, оказанную еврейскому народу в годы Второй мировой войны».
- семья Станкевичей: Иван, Мария, Ядвига и Корсун Бронислава — за спасение Гейденсона Шлемы на хуторе Яновичи (в трех километрах от Парафьяново)[15].
- семья Пивинских: Юзефа, Людвига, Хелена, Манулик Михалина и Лях (Должук) Ядвига — за спасение Гейденсона Шлемы в деревне Телеши[15].
- семья Гинтовт: Иван и Тереза — за спасение Берзона Гирша на хуторе около деревни Жары[16].
- семья Передня: Ефим, Мелания и Иван — за спасение Итиной Двейры и её детей Николая и Зины в деревне Юхновка[17].